# Yoo Ara
Yoo Ara (hangul: 유아라; Seúl, 26 de septiembre de 1992) es una cantante y actriz surcoreana. Fue líder y vocalista principal del grupo Hello Venus. Se encuentra actualmente desarrollando su carrera como actriz, después de haber firmado un contrato de exclusividad con Urban Works Entertainment el 1 de diciembre de 2014.

## Carrera

### Predebut
Ara fue parte de un programa de capacitación, denominado 'Pre-School Girls', que se convertirían en miembros del grupo After School, pero fue escogida para ser la líder de Hello Venus. Cantó el coro del primer sencillo de Happy Pledis , “Love Love Love”. También cantó y participó en el vídeo musical de "Love Letter".

### 2012: Debut
Debutó el 9 de mayo de 2012, promoviendo activamente Hello Venus y el miniálbum 'Venus'. 'Venus' se componía de cuatro canciones incluyendo el sencillo promocional que daba nombre al miniálbum.
Las promociones de "Venus", comenzaron el 10 de mayo de 2012, en M! Countdown, sin Yoonjo.
El 4 de julio de 2012, junto con el grupo, se publicó "Like a Wave".

## Vida personal
Ara asistió al Seoul Music High School, la misma institución a la cual asistieron Jongh-hyun (Shinee), Zico (Block B) y Jeongmin (Boyfriend). Se graduó el 19 de febrero de 2010, dos años antes de lo habitual.

## Filmografía

### Series
| Año  | Título                      | Papel      |
| ---- | --------------------------- | ---------- |
| 2012 | What is Mom                 | mucama     |
| 2013 | After School "Lucky or Not" | Cameo      |
| 2014 | Golden Rainbow              | Secretaria |
| 2015 | Super Daddy Yeol            | Cameo      |

### Programas
| Año       | Red        | Título                                 |
| --------- | ---------- | -------------------------------------- |
| 2012      | MBC Every1 | Weekly Idol                            |
| 2012      | MBC        | Birth of Venus                         |
| 2012      | SBS        | guest in Wonderboy Ep 10 con Boyfriend |
| 2012      | KBC        | Joy's Hug                              |
| 2012      | SBS        | 1000 Song Challenge con Nara           |
| 2013      | MTV        | MTV Diary: Hellovenus                  |
| 2013      | MBC        | Idol Star Athletics Championship       |
| 2013      | MBC Every1 | Weekly Idol                            |
| 2013      | SBS        | 1000 Song Challenge                    |
| 2013      | KBC        | Idol Gayo Stage                        |
| 2013      | MBC        | All The K-POP con Nara                 |
| 2013/2014 | TVN        | Perfect Singer VS                      |